# Ozodicera (Dihexaclonus) pumila
Ozodicera (Dihexaclonus) pumila is een tweevleugelige uit de familie langpootmuggen (Tipulidae). De soort komt voor in het Neotropisch gebied.